# 粟屋元秀
粟屋元秀（生年不詳—卒年不詳）是日本戰國時代的武將。毛利氏家臣。
家祖是在建武3年（1336年）跟隨毛利時親下向安藝國的粟屋親義的曾孫春義的次男義之。

## 生平
生年不詳。延德2年（1490年）8月，受毛利弘元賜予安藝豐島1百5十貫。被配置予跟隨大內義興出陣的毛利興元，從永正4年（1507年）開始的4年間進駐京都。永正6年（1509年）閏8月，受興元賜予備前國津田鄉中的石道名、末數名等。永正14年（1517年），參加有田中井手之戰，因為有許多功績，受毛利元就重用。
大永3年（1523年），在毛利幸松丸死後，毛利家中出現毛利元就與相合元綱之間的後繼者爭鬥。此時，受粟屋家當主粟屋元國和毛利家執政志道廣良指示，以神佛参詣為名目上京，並得到第12代將軍足利義晴支持，成功令元就繼承家督。元就繼任家督時，與福原廣俊、中村元明、坂廣秀、渡邊勝、赤川元助（元保）、井上就在、井上元盛、赤川就秀、飯田元親、井上元貞、井上元吉、井上元兼、桂元澄、志道廣良等15名宿老發出連署狀。同年10月，受元就賜予安藝東西條之内領地。
卒年不詳。

## 子孫
子孫代代仕於毛利氏。在江戶時代成為長州藩藩士。

## 外部連結
- 武家家伝＿粟屋氏 （页面存档备份，存于）